# Tethya deformis
Tethya deformis är en svampdjursart som beskrevs av Thiele 1898. Tethya deformis ingår i släktet Tethya och familjen Tethyidae.
Artens utbredningsområde är havet kring Japan. Inga underarter finns listade i Catalogue of Life.